# Patagonia express. Appunti dal sud del mondo
Patagonia express. Appunti dal sud del mondo è un diario di viaggio di Luis Sepúlveda.
Una "Moleskine" riempita di personaggi particolari scoperti senza difficoltà nell'eccezionale natura della Patagonia. Senza difficoltà perché le avventure nel Sud del mondo fanno parte della quotidianità.

## Edizioni
- (ES) Luis Sepulveda, Al andar se hace el camino se hace el camino al andar, Barcelona, Tusquets, 1995.
- Luis Sepulveda, Patagonia express. Appunti dal sud del mondo, collana Feltrinelli Traveller, traduzione di Ilide Carmignani , Milano, Feltrinelli, 1995, ISBN 88-7108-121-8.
- Luis Sepulveda, Patagonia express, collana SuperPocket, traduzione di Ilide Carmignani, Editori riuniti, 1998, ISBN 978-88-462-0036-5.
- Luis Sepulveda, Patagonia express, traduzione di Ilide Carmignani, Milano, TEA, 1998, ISBN 978-88-781-8459-6.
- Luis Sepulveda, Patagonia express, collana Le Fenici Tascabili, traduzione di Ilide Carmignani, Parma, Guanda, 1999, ISBN 88-7746-983-8.
- Luis Sepulveda, Patagonia express, traduzione di Ilide Carmignani, Fabbri, 2006.
- Luis Sepulveda, Patagonia express, traduzione di Ilide Carmignani, Salani, 2019.